# القديس قبريانوس الأنطاكي
القديس كبريانوس ولد القديس في منتصف القرن الثالث الميلادي في مدينة أنطاكية من والدين وثنيين ربياه تربية وثنية فاسدة زخرت بالخرافات والاعتقادات الباطلة، وما أن شب حتى أخذ يتجول في بلاد كثيرة يتعلم أصناف ضروب السحر والعرافة والشعوذة، مستخدماً إياهم في إغواء وإفساد العذارى وإيقاعهن في حبائله الشريرة.
وذات يوم التقى في أنطاكية مسقط رأسه بعذراء مسيحية اسمها ايوستينة التي كانت السبب في إيمانه بالرب يسوع، محاولاً إيقاعها كعادته في الخطيئة والعبث بها، إلا أنها في كل مرة كان هذا الساحر الشرير يحاول الإيقاع بها كانت ترسم إشارة الصليب فتبطل كل فنونه السحرية الشيطانية، فجن جنونه وسأل الشيطان مساعده أن يدله على طريقة ناجعة ينجح ويسيطر بها على ايوستينة، فأجابه الشيطان أن لا حيلة له على الذين يعبدون الرب يسوع عبادة حقيقية، فتأثر جداً من هذا الجواب وأخذ يبكي بشدة على خطايا حياته الشريرة الماضية وما ألحقه من أضرار بالفتيات البريئات.
التجأ إلى كاهن قديس اسمه اوسابيوس وطلب منه أن يسمح له بحضور اجتماعات المسيحيين أيام الآحاد والأعياد فأثر فيه خشوعهم وإيمانهم وعبادتهم، واعتنق الدين المسيحي وعزم أن يكفّر عن الشكوك والخطايا الكثرة التي سببها للآخرين في حياته الماضية بسحره وشعوذته.
سيّمَ كاهناً ورقيَ إلى درجة الأسقفية وصار مطراناً على كرسي أنطاكية مدينته ومسقط رأسه، ولما اضطهد الإمبراطور ديوكلسيانوس المسيحيين وجاء إلى نيقوميدية وطلب إحضار كبريانوس وايوستينة للمثول أمامه، ولما رآهما ثابتين في الإيمان بيسوع المسيح أمر بجلدهما ثم طرحهما في السجن لعلهما يتراجعان عن إيمانهما، ولما أخرجهما من السجن امتحنا من جديد بالعذابات المتنوعة فوجدا أكثر صلابة وعزماً وثباتاً من الأول في الإيمان، فأمر الإمبراطور بأن يلقيا في قدر مملوء بالزفت والدهن والشمع المغلي فلم يصيبهما أي ضرر، وأخيراً قطع رأسيهما سنة/304/م، وبقيت جثتاهما مطروحتين ستة أيام في العراء إلى أن نقلهما بعض الملاحين المؤمنين في سفينتهم إلى مدينة رومــا ودفنوهما فيها.
تعيد لهما الكنيسة في الثاني من تشرين الأول من كل عام.

## وصلات خارجية
- [ http://www.skandarassad.com/temp/sent_6.htm]